# Promelitta alboclypeata
Promelitta alboclypeata är en biart som först beskrevs av Heinrich Friese 1900.  Promelitta alboclypeata ingår i släktet Promelitta och familjen sommarbin. Inga underarter finns listade i Catalogue of Life.